# 全国演劇鑑賞団体連絡会議
全国演劇鑑賞団体連絡会議（ぜんこくえんげきかんしょうだんたいれんらくかいぎ）は1962年に発足した会員制を基礎とする演劇鑑賞団体である。

## 概要
前身は、1948年7月に東京で設立された東京勤労者演劇協同組合や1949年2月に設立された大阪勤労者演劇協会（大阪労演）など、各地で確立された労演組織。いわゆる「労音（勤労者音楽協議会）」よりもスタートは早い。その後、労演の他に、市民劇場、労映演、演劇同好会、演鑑協、芸協といった名称で各地に演劇鑑賞団体が設立され、西日本演劇観客団体連絡会などの地方ブロック毎の連絡組織が結成された。
1963年7月、国民文化会議などの支援もあり、全国の5つの地方ブロック組織を基礎として、全国演劇鑑賞団体連絡会議（全国労演）が発足。1965年には53団体、会員数10万人となった。
発足時は47団体で、1963年にスタートした時は45団体だったが、2002年8月現在は147団体にある。
現在12のブロック別の演劇鑑賞団体がある。略称「全国演鑑連」。
2007年に1949年に結成した大阪勤労者演劇協会（大阪労演）を解散した。

## ブロック別
- 北海道演劇鑑賞団体連絡会
- 東北演劇鑑賞団体連絡会
- 関越演劇鑑賞団体連絡会
- 首都圏演劇鑑賞団体連絡会
- 神奈川県演劇鑑賞団体連絡会
- 静岡県演劇鑑賞団体連絡会
- 長野県演劇鑑賞団体連絡会
- 中部・北陸ブロック協議会
- 近畿演劇鑑賞団体連絡会議
  - 和歌山演劇鑑賞会
- 中国地区演劇鑑賞団体連絡会議
- 四国市民劇場連絡会議
- 九州演劇鑑賞団体連絡会議

## 注
1. ↑  一筋の道 大阪労演５０年の軌跡 岡田文江
2. ↑  演劇ニュース（2007年12月4日）